# Oktiabrski (kraï du Kamtchatka)
Oktiabrski (en russe : Октя́брьский), est un possiolok (de 1940 à 2010 — une commune urbaine) du kraï du Kamchatka en Extrême-Orient russe, qui forme entièrement la municipalité du même nom, au sein du raïon d'Oust-Bolcheretsk. Fondé le 18 novembre 1933, sa population s'élevait à 1 225 habitants en 2023, et le village vit principalement de la pêche.

## Géographie

### Situation
La localité d'Okriabrski se situe dans le kraï du Kamtchatka, un kraï de l'Extrême-Orient russe. Elle fait partie du district fédéral extrême-oriental, et le village se trouve à 166 km à l'ouest-ouest-sud de Petropavlovsk-Kamtchatski, la capitale du kraï, à 2 100 km au nord-est de Vladivostok, la capitale du district et à 6 700 km à l'est de Moscou. Le village fait partie du raïon d'Oust-Bolcheretsk, qui compte 9 localités avec Oust-Bolcheretsk comme centre administratif, à 18 km au nord-est,.
La localité est située sur la côte sud-est du Kamtchatka, péninsule volcanique, et est baignée par la mer d'Okhotsk. Oktiabrski est située sur une langue de sable étroite entre le fleuve Bolchaïa et la mer d'Okhotsk. La largeur maximale de la flèche est d'environ 300 m, et sa longueur est supérieure à 25 km. Oktiabrski se situe dans la moitié nord de la flèche. Le fleuve Bolchaïa se jette à l'extrémité sud de la flèche.
La superficie du village est de 2,49 km2.

### Climat
Le climat de la zone est extrêmement rudes. Les températures moyennes sont de −15 °C en janvier et de +15 °C en juillet. Les vents viennent principalement du nord en hiver, et du sud en été. L'humidité est élevée, et les précipitations sont importantes toute l'année.

### Faune et flore
La flore est inexistante, tout comme la faune terrestre qui est presque inexistante, avec néanmoins un petit nombre de rats musqués. Par contre, il y a des stocks importants de poissons, avec de nombreuses espèces de la famille des saumons, tels que le saumon rose à bosse, le saumon du Pacifique, le saumon rouge, le saumon royal et le saumon argenté. En autres poissons, on retrouve des éperlans d'Amérique, des ombles chevaliers, des truites arc-en-ciel. Certains saumons et l'omble du Kamtchatka sont inscrits sur le Livre rouge du kraï du Kamtchatka.
Chaque année, des dizaines de milliers de tonnes de saumons passent par la rivière Bolchaïa en direction des frayères.

## Histoire
La côte sud de la mer d'Okhotsk du Kamtchatka commence à être explorée qu'au début du XVIIIe siècle. Mais ce n'est qu'en 1907 qu'une pêcherie est fondée, le village de Zaporojié. Cette société privée, Gruchtesky & CO, est nationalisée en 1928, et est renommée AKO. La société d'État entreprend alors la construction d'une nouvelle usine de transformation du poisson, ce qui fait naître un nouveau village. Le village reçoit le statut de localité de 18 novembre 1933, sous le nom de imen Mikoïan. La même année, un conseil de village est créé.
Le 24 juin 1941, les habitants apprirent la nouvelle du début de la guerre pour l'Union soviétique, et tinrent un rassemblement. Il s'engagèrent à tout donner à l'Armée rouge et au pays. Pendant toute la guerre, l'usine de Mikoïan était leader de la production du Kamtchatka. Par ailleurs, 5 546 775 roubles de vêtements ont été donnée à l'Armée. Parmi ceux qui allèrent au front, 43 ne revinrent pas, et ont aujourd'hui un monument dédié dans le village.
Le 2 janvier 1958, par décret du présidium du Soviet suprême de la RSFSR, sur demande des habitants qui avaient lancé une pétition, avec une assemblée populaire du village qui avait validé la proposition le 10 décembre 1957, le village a été renommé Oktiabrski. Le village portait auparavant le nom d'Anastase Mikoïan, qui était alors toujours en vie (il ne mourut qu'en 1978), ce qui n'était pas apprécié par la population. Même si le décret venait du présidium, ce fut surtout le comité régional du Kamtchatka qui fit pression sur Moscou pour changer le nom, car Moscou n'était pas très enclin à l'idée.
Dans les années 1950 et 1960, la flotte de pêche a été considérablement renforcée afin d'augmenter la production.
Depuis 2010, Oktiabrski a perdu son statut de commune urbaine pour devenir un possiolok.

## Politique et administration

Conseil des députés pour la IVe législature (2020-2025).

Par loi de l'oblast du Kamtchatka du 22 octobre 2004, Oktiabrski est devenu un établissement urbain, un type de municipalité, en restant dans le raïon d'Oust-Bolcheretsk. Ainsi, le village dispose de son propre chef de municipalité, de sa propre assemblée, le Conseil des députés, avec son président de conseil, et de ses propres services et institutions municipaux.
Les élections fonctionnent selon un scrutin uninominal majoritaire à un tour, avec dix circonscriptions découpant la ville. L'âge minimum pour se présenter est de 21 ans, et les dix mandats du conseil municipal ont une durée de 5 ans. Les dernières élections ont lieu lors du jour de vote unique en septembre 2020. 24 candidats se présentent pour briguer l'un des sièges.
Le nombre total d'électeurs était de 1 011 personnes dans la ville, mais il y a eu un taux de participation d'à peine 38 %. Russie unie a obtenu la moitié des sièges, les cinq autres étant remplis par des indépendants. Il y a quatre hommes et six femmes dans le Conseil. Les prochaines élections doivent se tenir en septembre 2025.
Le chef de la municipalité est depuis le 19 septembre 2021, et ce, jusqu'au 20 septembre 2026, Igor Vassilievitch Golovtchak, qui est élu par le Conseil des députés (mais pas parmi les députés). La présidente du Conseil, aussi élue par le Conseil des députés (parmi les députés), est Marina Anatolevna Plotnikova, depuis le  28 septembre 2020 jusqu'au 25 septembre 2025.

## Population et société

### Démographie
Recensements (*) et estimations de la population,,:
| 1959* | 1970* | 1979* | 1989* | 2002* | 2010* |
| ----- | ----- | ----- | ----- | ----- | ----- |
| 5 500 | 3 150 | 3 854 | 3 813 | 2 331 | 1 720 |

| 2012  | 2013  | 2014  | 2015  | 2016  | 2017  |
| ----- | ----- | ----- | ----- | ----- | ----- |
| 1 688 | 1 694 | 1 685 | 1 642 | 1 620 | 1 575 |

| 2018  | 2019  | 2020  | 2021* | 2023  | - |
| ----- | ----- | ----- | ----- | ----- | - |
| 1 590 | 1 571 | 1 534 | 1 250 | 1 225 | - |

La majorité de la population est composée d'un point de vue ethnique de Russes. Il y a aussi des Ukrainiens, des Biélorusses, des Juifs, des Tatars, des Tchouvaches, des Bouriates, des Mordves, des Azéris et des Avars dans le village.

### Services
Sur le territoire se trouve l'hôpital municipal d'Oktiabrski, un jardin d'enfant, une école secondaire, une école du soir et une bibliothèque. Début 2020, il y avait 115 écoliers à Oktiabrski.

## Économie et transports
Il n'y a pas de terres propices à l'agriculture, ni de gisements, il y a seulement le fleuve Bolchaïa et la mer d'Okhotsk. Ainsi, la pêche est le secteur économique du village, avec les entreprises de pêche et de transformation suivante : « Usine de transformation du poisson d'Oktiabrski » l'artel de pêche « Peuples du Nord », la RKZ « Komandor », « Loyd-Fish » et la « Dary Kamtchatky ».
Grâce aux ressources halieutiques, des dizaines de milliers de tonnes de poissons et de fruits de mer valant des milliards de roubles sont expédiés vers la Chine, la Corée et le Japon. Chaque été, des camions viennent récupérer le poissons en direction du port de Petropavlovsk, même si Oktiabrski dispose de son propre port. Il existe des magasins, des restaurants, une station service, trois entreprises de logement et des services municipaux. Le village est alimenté en électricité par des éoliennes.
La route menant à Oust-Bolcheretsk est régulièrement détruite ou submergée par les vagues de la mer d'Okhotsk. Cette route, qui commence à Oktiabrski, est le seul accès terrestre, menant vers Oust-Bolcheretsk et en direction de Petropavlovsk, cette dernière étant à 245 km de distance par la route.

## Culture et patrimoine

### Lieux culturels
Oktiabrski possède une bibliothèque, une église dédiée à Jean de Cronstadt et une maison de la culture. L'église Jean de Cronstadt est très récente. La pose de la première pierre a eu lieu le 31 août 2015 en la présence de l'évêque Artemi (Singour) (ru) de Petropavlovsk et du Kamtchatka. Une grande partie des fonds pour la construction venait des entreprises locales. L'église a été achevée en 2018, et la consécration a eu lieu le 16 octobre 2018 avec l'évêque Artemi.

### Symbolisme

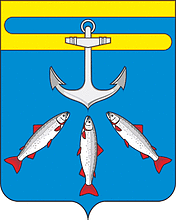
Armoiries d'Oktiabrski.

Les armoiries d'Oktiabrski furent approuvées par la décision du Conseil des députés no 144 du 27 octobre 2011. L'idée des armoiries vient de Konstantine Motchenov (originaire de Khimki) et d'Alexandre Pissarevski (originaire d'Oktiabrski) ; la conception a été faite par Oksana Afanassieva (de Moscou) et la justification des symboles est de Viatcheslav Michine (de Khimki). Les armoiries sont inscrites au registre héraldique d'État de la fédération de Russie sous le numéro 7340.
La description de l'héraldique est décrite ainsi : « Dans un champ azur avec un chapitre doré, azur et encore doré croisé deux fois, avec la partie azur à droite et la partie inférieure dorée à gauche arrondie et n'atteignant pas le bord, en haut il y a une ancre flottante en argent avec un anneau au-dessus de la partie azur du chapitre, une ancre au-dessus de la partie dorée du chapitre, et en bas - trois saumons argentés en forme d'éventail face au nez de l'ancre, avec des branchies, des nageoires et une queue écarlate, tandis que le saumon de droite tourne le dos à droite, le reste à gauche. ».
Le drapeau est basé sur les armoiries. Il est rectangulaire avec un rapport largeur/longueur de 2:3. Le drapeau a été approuvé par la décision du Conseil des députés no 145 du 27 octobre 2011, et est inscrit au registre héraldique d'État de la fédération de Russie sous le numéro 7341.
| Élément                                  | Attribut                                                                      |        | Élément                                           | Attribut |
| ---------------------------------------- | ----------------------------------------------------------------------------- | ------ | ------------------------------------------------- | -------- |
| Ancre                                    | Stabilité, espoir, salut, sécurité, fidélité, pêche                           | Azur   | Sincérité, dévotion, renaissance, aspiration      |          |
| Saumons                                  | Riche faune pisciole du Kamtchatka, travail acharné des pêcheurs              | Or     | Valeur, grandeur, richesse, récolte               |          |
| Figure dorée                             | Langue de sable qui abrite les bateaux de pêche lors des tempêtes et tsunamis | Argent | Pureté, ouverture, sagesse divine, réconciliation |          |
| Fond bleu                                | Allégorie de la mer d'Okhotsk                                                 |        |                                                   |          |
| Partie bleu coincée dans la figure dorée | Le fleuve Bolchaïa, dont ses rives servent de mouillages pour les bateaux     |        |                                                   |          |